# Ampedus
Ampedus là một chi bọ cánh cứng trong họ 
Elateridae.
Chi này được miêu tả khoa học năm 1833 bởi Dejean.

## Các loài
Các loài trong chi này gồm:
- Ampedus abdominalis Schimmel, 1993
- Ampedus adlbaueri Schimmel, 1990
- Ampedus adrastoides (Reitter, 1896)
- Ampedus adventicus Schimmel, 2003
- Ampedus aequicollis Schimmel, 1993
- Ampedus aethiops (Lacordaire, 1835)
- Ampedus affinis (LeConte, 1884)
- Ampedus agajewi Dolin, 1970
- Ampedus agilis Platia, 2001
- Ampedus agnatus Schimmel, 1993
- Ampedus ainu (Lewis, 1894)
- Ampedus aizu Kishii, 1996
- Ampedus akihikoi Kishii, 1985
- Ampedus alpinus Kishii, 1992
- Ampedus alticola Silfverberg, 1977
- Ampedus altiusculus Schimmel, 1999
- Ampedus amakazaricola Kishii & Ôhira, 1956
- Ampedus amaniensis Ôhira, 1968
- Ampedus ambraensis Candèze
- Ampedus amicus Gurjeva & Dolin, 1970
- Ampedus analogicus Kolbe, 1886
- Ampedus analogicus (Kolbe, 1886)
- Ampedus anatolicus Platia & Gudenzi, 2002
- Ampedus anthracinus (LeConte, 1869)
- Ampedus anticus Fleutiaux, 1928
- Ampedus antoniae (Reitter, 1889)
- Ampedus apicalis (Reitter, 1889)
- Ampedus apicatus (Say, 1834)
- Ampedus arctus Candèze, 1859
- Ampedus areolatus (Say, 1823)
- Ampedus ariharai Kishii, 1985
- Ampedus aritai Ôhira & Satô, 1964
- Ampedus armeniacus Dolin & Agajev, 1993
- Ampedus ashiaka Kishii, 1998
- Ampedus ashiunus Kishii, 1976
- Ampedus assingi Schimmel, 1996
- Ampedus ater (LeConte, 1884)
- Ampedus atripennis (Horn, 1871)
- Ampedus atripes (Reitter, 1896)
- Ampedus auranticulus (Reitter, 1887)
- Ampedus aureopilosus Kishii, 1988
- Ampedus aureovestitus Kishii, 1966
- Ampedus aurilegulus (Schaufuss, 1863)
- Ampedus auripes (Reitter, 1895)
- Ampedus aurosericeus (Gurjeva, 1957)
- Ampedus azurescens (Candèze, 1865)
- Ampedus babai Kishii, 1966
- Ampedus babaulti Schimmel, 1993
- Ampedus bakeri Lane, 1965
- Ampedus balcanicus Dolin, 1983
- Ampedus balteatus (Linnaeus, 1758)
- Ampedus baotianmanensis Schimmel, 2006
- Ampedus basalis Mannerheim, 1852
- Ampedus basalis (Randall, 1838)
- Ampedus becvari Schimmel, 2003
- Ampedus behrensi (Horn, 1871)
- Ampedus beppin Kishii, 1992
- Ampedus besucheti Schimmel, 1993
- Ampedus beybienkoi Dolin, 1976
- Ampedus biformis Dolin, 1970
- Ampedus bilyi Schimmel, 1993
- Ampedus bocakorum Schimmel, 2003
- Ampedus boisduvali (Fauvel, 1862)
- Ampedus bomiensis Schimmel, 2006
- Ampedus bonianus Schimmel, 2003
- Ampedus boquilobensis Giuseppe & Serrano, 2002
- Ampedus bouweri Schimmel, 1984
- Ampedus brancuccii Schimmel, 1993
- Ampedus brevis (Van Dyke, 1932)
- Ampedus brevis Fleutiaux, 1933
- Ampedus brunneicolor (Van Dyke, 1932)
- Ampedus brunnicornis Germar, 1844
- Ampedus callegarii Platia & Gudenzi, 2000
- Ampedus cambodiensis (Fleutiaux, 1918)
- Ampedus canalicollis (Lewis, 1894)
- Ampedus canaliculatus (Reitter, 1918)
- Ampedus candezei (Fauvel, 1867)
- Ampedus carbonicolor (Eschscholtz, 1829)
- Ampedus carbunculus (Lewis, 1879)
- Ampedus cardinalis (Schiödte, 1865)
- Ampedus carinthiacus Bouwer, 1984
- Ampedus catei Schimmel, 1998
- Ampedus charbinensis Schimmel, 2006
- Ampedus chegdeus Schimmel, 2003
- Ampedus chifengensis Schimmel, 2006
- Ampedus chigo Kishii, 1992
- Ampedus chlamydatus (Lewis, 1894)
- Ampedus chokai Kishii, 1985
- Ampedus chopalensis Schimmel, 1993
- Ampedus cingulus Curtis, 1839
- Ampedus cinnabarinus (Eschscholtz, 1829)
- Ampedus circassicus (Reitter, 1887)
- Ampedus coccineus (Candèze, 1865)
- Ampedus coenobita (A. Costa, 1881)
- Ampedus cognatus Gurjeva, 1977
- Ampedus collaris (Say, 1825)
- Ampedus commutabilis Schimmel, 1993
- Ampedus concavipenis Schimmel, 2006
- Ampedus conspurcatus (Candèze, 1889)
- Ampedus convexicollis (Lewis, 1894)
- Ampedus cordatus (Horn, 1871)
- Ampedus cordifer (LeConte, 1859)
- Ampedus corsicus (Reitter, 1918)
- Ampedus coruscus Gurjeva, 1977
- Ampedus cretensis Platia, 2004
- Ampedus cyanicollis Dolin, 1970
- Ampedus dashennongjianus Schimmel, 2006
- Ampedus daxueshanensis Schimmel, 2006
- Ampedus decumanus Gurjeva, 1977
- Ampedus deletus (LeConte, 1853)
- Ampedus demaisoni (Buysson, 1899)
- Ampedus dewanus Kishii, 1979
- Ampedus dilutipes (Motschulsky, 1860)
- Ampedus dimidiatus (LeConte, 1861)
- Ampedus discicollis (Schwarz, 1902)
- Ampedus doii (Miwa, 1927)
- Ampedus dorsalis Curtis, 1839
- Ampedus dosanko Kishii, 1987
- Ampedus dundai Schimmel, 1993
- Ampedus echigo Kishii, 1991
- Ampedus echizen Kishii, 2002
- Ampedus elegantulus (Schönherr, 1817)
- Ampedus elongatulus (Fabricius, 1787)
- Ampedus emishi Kishii, 1982
- Ampedus erythrogonus (P. W. J. Müller, 1821)
- Ampedus etorupensis (Miwa, 1929)
- Ampedus evansi Brown, 1933
- Ampedus fabiani Platia & Schimmel, 2007
- Ampedus fagi (Lewis, 1894)
- Ampedus fastus (LeConte, 1884)
- Ampedus fauveli Fleutiaux, 1891
- Ampedus fenyesi (Van Dyke, 1932)
- Ampedus ferganensis (Stepanov, 1935)
- Ampedus flavobasalis (Schwarz, 1902)
- Ampedus flavovestitus Kishii, 1982
- Ampedus fleutiauxi Schimmel, 1993
- Ampedus formosensis Miwa, 1929
- Ampedus forticornis (Schwarz, 1900)
- Ampedus foveolatus Schimmel, 1993
- Ampedus francolinus Bouwer, 1984
- Ampedus frontalis (Fauvel, 1904)
- Ampedus fuentei Sánchez-Ruiz, 1996
- Ampedus fulvipennis Ôhira, 1967
- Ampedus fulvipes (Motschulsky, 1860)
- Ampedus funiushanensis Schimmel, 2006
- Ampedus fuscatus (Melsheimer, 1846)
- Ampedus fusculus (LeConte, 1853)
- Ampedus gagatinus (Candèze, 1895)
- Ampedus galii Gurjeva, 1978
- Ampedus gallicus Bouwer, 1990
- Ampedus ganeshanus Schimmel, 2003
- Ampedus ganglbaueri (Reitter, 1889)
- Ampedus gansuensis Schimmel, 2006
- Ampedus gaoligongshanus Schimmel, 1996
- Ampedus geiko Kishii, 1996
- Ampedus girardi Schimmel, 1993
- Ampedus gozaishi Kishii, 1990
- Ampedus gracilipes (Lewis, 1894)
- Ampedus guillebeaui Perroud, 1864
- Ampedus gurjevae Dolin & Okhira, 1976
- Ampedus gyojya Kishii, 2004
- Ampedus habashanensis Schimmel, 2006
- Ampedus habunensis (Miwa, 1934)
- Ampedus hartmanni Schimmel, 2006
- Ampedus hayekae Schimmel, 1993
- Ampedus hebeiensis Schimmel, 2003
- Ampedus hengduanensis Schimmel, 2006
- Ampedus hinakurai Kishii, 2006
- Ampedus hirticollis (Semenov, 1891)
- Ampedus hispanicus Platia & Gudenzi, 1999
- Ampedus hjorti (B. G. Rye, 1905)
- Ampedus holosericeus (Candèze, 1893)
- Ampedus honguanus Ôhira, 1962
- Ampedus hoppingi (Van Dyke, 1932)
- Ampedus hosodai Kishii, 1990
- Ampedus houwau Kishii, 1990
- Ampedus hova Fleutiaux, 1933
- Ampedus hypogastricus (Candèze, 1873)
- Ampedus impolitus (Melsheimer, 1846)
- Ampedus impressicollis Bouwer, 1984
- Ampedus insularis (Candèze, 1893)
- Ampedus iranicus Gurjeva, 1972
- Ampedus ishikawai Kishii, 1998
- Ampedus ivanovi (Jakobson, 1913)
- Ampedus jagemanni Schimmel, 2006
- Ampedus japonicus Silfverberg, 1977
- Ampedus jendeki Schimmel, 1993
- Ampedus jiangxiensis Schimmel, 1996
- Ampedus jindrai Schimmel, 2003
- Ampedus jitiangensis Schimmel, 2006
- Ampedus johannae Zeising & Sieg, 1992
- Ampedus juldusanus (Reitter, 1918)
- Ampedus kai Kishii, 1986
- Ampedus kamuro Kishii, 1996
- Ampedus karneri Schimmel, 1996
- Ampedus karpathicus (Buysson, 1886)
- Ampedus kasugensis Kishii, 1966
- Ampedus kibane Kishii, 1994
- Ampedus kibunensis Kishii, 1966
- Ampedus kikuchii Suzuki, 1985
- Ampedus kintaroi Ôhira, 1989
- Ampedus kintaroui Kishii, 1991
- Ampedus kirghisicus Platia, 2001
- Ampedus kiso Kishii, 1990
- Ampedus kisuji Kishii, 2004
- Ampedus kobiki Kishii, 2002
- Ampedus koenigi (Semenov, 1891)
- Ampedus koltzei (Reitter, 1901)
- Ampedus koschwitzi Schimmel, 1990
- Ampedus kozoanus Kishii, 1998
- Ampedus kuangtangi Platia & Schimmel, 2007
- Ampedus kucerai Schimmel, 2003
- Ampedus kurama Kishii, 1983
- Ampedus kuriharai Ôhira, 2005
- Ampedus kurilensis Dolin & Okhira, 1976
- Ampedus laesus (LeConte, 1853)
- Ampedus lateritius (Dolin & Protzenko, 1965)
- Ampedus latiusculus (Reitter, 1889)
- Ampedus laurentinus Brown, 1933
- Ampedus lenkoranus (Reitter, 1889)
- Ampedus lepidus (Mäklin, 1878)
- Ampedus leptogracilis Ôhira, 1967
- Ampedus lijiangensis Schimmel, 1996
- Ampedus lini Kishii, 1990
- Ampedus linteus (Say, 1839)
- Ampedus loebli Schimmel, 1993
- Ampedus longicornis (LeConte, 1884)
- Ampedus longipennis (Notman, 1921)
- Ampedus lubricus Buysson, 1891
- Ampedus luctuosus (LeConte, 1853)
- Ampedus luguanus Schimmel, 2003
- Ampedus macedonicus Schimmel, 1996
- Ampedus magistretti Platia & Schimmel, 1988
- Ampedus malaisei (Fleutiaux, 1942)
- Ampedus mamajevi Dolin & Ôhira, 1976
- Ampedus marginellus (Fauvel, 1904)
- Ampedus maroccanus Schimmel, Platia & Martin, 1992
- Ampedus martini Zeising & Sieg, 1992
- Ampedus maruyamanus Ôhira, 1992
- Ampedus masamichi Kishii, 1990
- Ampedus masatakai Ôhira, 2007
- Ampedus masatoi Kishii, 2002
- Ampedus masculatus Ôhira, 1966
- Ampedus matobai Kishii, 1982
- Ampedus medvedevi Gurjeva, 1977
- Ampedus melanopterus (Montrouzier, 1855)
- Ampedus melanotoides Brown, 1933
- Ampedus melanurus Mulsant & Guillebeau, 1855
- Ampedus melinus (LeConte, 1884)
- Ampedus melniki Platia & Gudenzi, 2006
- Ampedus melsheimeri (Leng, 1918)
- Ampedus menoko Kishii, 1994
- Ampedus meybohmi Zeising & Brunne, 2003
- Ampedus mica Gurjeva, 1977
- Ampedus michalskii Buchholz, 1986
- Ampedus miles (Lewis, 1894)
- Ampedus militaris (Harris, 1836)
- Ampedus miniipennis (LeConte, 1853)
- Ampedus minos Wurst, 1997
- Ampedus mirificus Schimmel, 1993
- Ampedus mixtus (Herbst, 1806)
- Ampedus miyatai Ôhira, 1992
- Ampedus mizunoanus Kishii, 1988
- Ampedus mizunoi Kishii, 1976
- Ampedus moerens (LeConte, 1861)
- Ampedus molestus (LeConte, 1853)
- Ampedus monachus Candèze
- Ampedus motoshigei Kishii, 1999
- Ampedus motschulskyi Gurjeva, 1979
- Ampedus mulinziensis Schimmel, 2006
- Ampedus murinus Candèze
- Ampedus mutsu Kishii, 1991
- Ampedus muyupingensis Schimmel, 2006
- Ampedus nanus Silfverberg, 1977
- Ampedus nemoralis Bouwer, 1980
- Ampedus nepalensis Schimmel, 1993
- Ampedus nevadensis (LeConte, 1884)
- Ampedus nigerrimus (Lacordaire, 1835)
- Ampedus nigricans Germar, 1844
- Ampedus nigricollis (Herbst, 1806)
- Ampedus nigrinus (Herbst, 1784)
- Ampedus nigripes Fleutiaux, 1934
- Ampedus nigrita (Fauvel, 1904)
- Ampedus nigroflavus (Goeze, 1777)
- Ampedus nigromaculatus Schimmel, 1993
- Ampedus nigror (Reitter, 1896)
- Ampedus nigrotinctus Gistel, 1857
- Ampedus nikkoensis (Ôhira, 1972)
- Ampedus niponicus (Lewis, 1894)
- Ampedus nomurai Ôhira, 1968
- Ampedus nubatama Kishii, 1988
- Ampedus obscurus Knull, 1938
- Ampedus occidentalis Lane, 1971
- Ampedus ocellatus (Buysson, 1891)
- Ampedus ochrinulus (Reitter, 1887)
- Ampedus ochropterus Germar, 1844
- Ampedus ogatai Kishii, 1983
- Ampedus ogloblini (Denisova, 1948)
- Ampedus ohsawai Kishii, 2004
- Ampedus ohtsukai Ôhira, 1988
- Ampedus oiwakensis Ôhira, 1974
- Ampedus okudai Kishii, 1998
- Ampedus olsufievi Fleutiaux, 1934
- Ampedus optabilis (Lewis, 1894)
- Ampedus ordinarius Gurjeva, 1970
- Ampedus oregonus (Schaeffer, 1916)
- Ampedus orientalis (Lewis, 1894)
- Ampedus otobei Kishii, 1986
- Ampedus otome Kishii, 1992
- Ampedus ovella Candèze
- Ampedus pachycollis Ôhira, 1972
- Ampedus pakistanicus Platia, 1988
- Ampedus palans (LeConte, 1853)
- Ampedus pallipes (Kraatz, 1879)
- Ampedus partitus (Candèze, 1882)
- Ampedus patricius (Gurjeva, 1957)
- Ampedus pauxillus (Lewis, 1894)
- Ampedus pedalis Germar, 1844
- Ampedus persicus Gurjeva, 1972
- Ampedus persimilis Dolin & Katjucha, 1987
- Ampedus phelpsi (Horn, 1874)
- Ampedus phoenicium Platia, 2001
- Ampedus phoenicopterus Germar, 1844
- Ampedus picitarsis (Motschulsky, 1860)
- Ampedus platiai Schimmel, 1990
- Ampedus pomonae (Stephens, 1830)
- Ampedus pomorum (Herbst, 1784)
- Ampedus pooti Wurst, 1995
- Ampedus praeustus (Fabricius, 1792)
- Ampedus pretoriensis Cobos, 1966
- Ampedus probsti Zeising & Sieg, 1992
- Ampedus protervus (LeConte, 1853)
- Ampedus pseudoflavobasalis Schimmel, 1993
- Ampedus pulcher (Baudi di Selve, 1871)
- Ampedus pullus Germar, 1844
- Ampedus punctatus (Schwarz, 1893)
- Ampedus puniceus (Lewis, 1879)
- Ampedus purus Gurjeva, 1977
- Ampedus pusio Germar, 1844
- Ampedus pyrenaeus Zeising, 1981
- Ampedus quadrisignatus (Gyllenhal, 1817)
- Ampedus quebecensis Brown, 1933
- Ampedus quercicola (Buysson, 1887)
- Ampedus quercicollis Schimmel, 1993
- Ampedus rabusculus Dolin & Okhira, 1976
- Ampedus radula (Candèze, 1900)
- Ampedus rasilis Schimmel, 1993
- Ampedus reitteri (Semenov, 1891)
- Ampedus ressli Platia & Gudenzi, 1999
- Ampedus rhodopus (LeConte, 1857)
- Ampedus rimmae Dolin & Chantladze, 1989
- Ampedus rubellus Gurjeva, 1977
- Ampedus rubricollis (Herbst, 1806)
- Ampedus rubricus (Say, 1825)
- Ampedus rubridorsus (Lewis, 1879)
- Ampedus rubripes Fleutiaux, 1934
- Ampedus rubriventris (LeConte, 1884)
- Ampedus ruficollis (Schwarz, 1902)
- Ampedus rufipennis (Stephens, 1830)
- Ampedus rufopubescens Fleutiaux, 1933
- Ampedus rugosus Schimmel, 1982
- Ampedus russicus Gurjeva, 1972
- Ampedus saghaliensis Dolin & Okhira, 1976
- Ampedus samai Schimmel, Platia & Platia, 1988
- Ampedus samedovi Dolin & Agaev, 1983
- Ampedus sanguineus (Linnaeus, 1758)
- Ampedus sanguinipennis (Say, 1823)
- Ampedus sanguinolentoides Platia, Furlan & Gudenzi, 2002
- Ampedus sanguinolentus (Schrank, 1776)
- Ampedus sanorum Kishii in Kishii & Paik, 2002
- Ampedus sapporoensis W. Suzuki, 1985
- Ampedus satrapoides Zeising & Sieg, 1992
- Ampedus sausai Schimmel, 1996
- Ampedus sawadai Kishii, 1985
- Ampedus sayi (LeConte, 1853)
- Ampedus schawalleri Schimmel, 1993
- Ampedus schoettlei Zeising & Brunne, 2003
- Ampedus schwarzi Schimmel, 1993
- Ampedus sellatus (Leng, 1918)
- Ampedus semicinctus (Randall, 1838)
- Ampedus senilis Candèze
- Ampedus serenus Gurjeva, 1977
- Ampedus shakotanensis (Miwa, 1927)
- Ampedus shimianensis Schimmel, 2006
- Ampedus shinoharai Kishii, 1977
- Ampedus shirozui Ôhira, 1966
- Ampedus shotakahashii Kishii, 1991
- Ampedus sichuanensis Schimmel, 1993
- Ampedus sikkimensis Schimmel, 1993
- Ampedus silvaticus Gurjeva, 1977
- Ampedus sinanoensis Ôhira, 1974
- Ampedus sinuatus Germar, 1844
- Ampedus soboensis Ôhira, 1963
- Ampedus sobrinus (Motschulsky, 1860)
- Ampedus straminipennis (Heyden, 1880)
- Ampedus subcostatus (Kolbe, 1886)
- Ampedus subglabratus Schimmel, 1993
- Ampedus subtilis (LeConte, 1884)
- Ampedus suecicus Palm, 1976
- Ampedus taichangi Ôhira, 1967
- Ampedus taitiensis (Boheman, 1859)
- Ampedus takahachi Kishii, 1985
- Ampedus takaoensis Ôhira, 1973
- Ampedus takeuchii Kishii, 1955
- Ampedus talamellii Platia & Gudenzi, 2000
- Ampedus tamba Kishii, 1976
- Ampedus tatsumii Ôhira, 1992
- Ampedus tattakensis Ôhira, 1966
- Ampedus tenuistriatus (Lewis, 1894)
- Ampedus tibetanus Schimmel, 1993
- Ampedus tingitanus Wurst, 1995
- Ampedus tokachi Kishii, 1991
- Ampedus tokugoensis W. Suzuki, 1985
- Ampedus tonkinensis Schimmel, 1993
- Ampedus torquatus (LeConte, 1884)
- Ampedus towadensis Kishii, 1987
- Ampedus triangulum (Dorn, 1924)
- Ampedus tristis (Linnaeus, 1758)
- Ampedus trossulus Gurjeva, 1979
- Ampedus tsugaru Kishii, 1992
- Ampedus tsuneoi Ôhira, 1998
- Ampedus turanus (Semenov, 1891)
- Ampedus turcicus Platia, Kabalak & Sert, 2007
- Ampedus turkmenicus Dolin, 1977
- Ampedus turnai Schimmel, 2006
- Ampedus uralensis (Gurjeva, 1954)
- Ampedus ursinus (Van Dyke, 1932)
- Ampedus ursulus (Melsheimer, 1846)
- Ampedus uteanus (Van Dyke, 1932)
- Ampedus vandalitlae Lohse, 1976
- Ampedus varipilis (Van Dyke, 1932)
- Ampedus verae Gurjeva, 1977
- Ampedus vestitus (Lewis, 1894)
- Ampedus vignai Guglielmi & Platia, 1985
- Ampedus viridipennis Kishii, 1994
- Ampedus vitiosus (LeConte, 1853)
- Ampedus wachtangi Dolin, 1970
- Ampedus wittmeri Schimmel, 1993
- Ampedus xanthomus Germar, 1844
- Ampedus yagii Kishii, 1990
- Ampedus yagishiriensis Ôhira, 1986
- Ampedus yaku Kishii, 1969
- Ampedus yakuensis Kishii, 1976
- Ampedus yakutianus Platia & Gudenzi, 2005
- Ampedus yamato Kishii, 1988
- Ampedus yanmenensis Schimmel, 2006
- Ampedus yezo Kishii, 1968
- Ampedus yongjiensis Schimmel, 2006
- Ampedus yoshidai Ôhira, 1974
- Ampedus yousukei Arimoto, 2004
- Ampedus yukara Kishii, 1997
- Ampedus yukoanus Kishii, 1962
- Ampedus yulongshanus Schimmel, 1993
- Ampedus yunnanus Schimmel, 1993
- Ampedus yushiroi W. Suzuki, 1985
- Ampedus zhangtiaoshanus Schimmel, 2006
- Ampedus ziegleri Zeising, 1983